# پسران مومیایی
پسران مومیایی (انگلیسی: Mummy's Boys) یک فیلم کمدی آمریکایی به کارگردانی فرد گیول است که در سال ۱۹۳۶ منتشر شد.

## بازیگران
- برت ویلر
- رابرت وولسی
- باربارا پپر
- مورونی اولسن
- فرانک ام. توماس
- ویلی بست
- فرانسیس مک‌دانلد
- چارلز کلمن
- میچل لوئیس
- فردریک برتون
- فرانک ام. توماس
- تاینی سندفورد